# Grevillea cagiana
Grevillea cagiana är en tvåhjärtbladig växtart som beskrevs av Mcgill.. Grevillea cagiana ingår i släktet Grevillea och familjen Proteaceae. Inga underarter finns listade i Catalogue of Life.